# Diagrama Hermenêutico
O diagrama hermenêutico revela a dinâmica da construção jurídica da atividade judicante e como o sistema foi preparado para resolver os conflitos, mesmo os não previstos e, gradualmente, incorporar tais soluções ao conjunto de regras jurídicas disponíveis para a sociedade (capital jurídico).

## A essência da atividade judicante

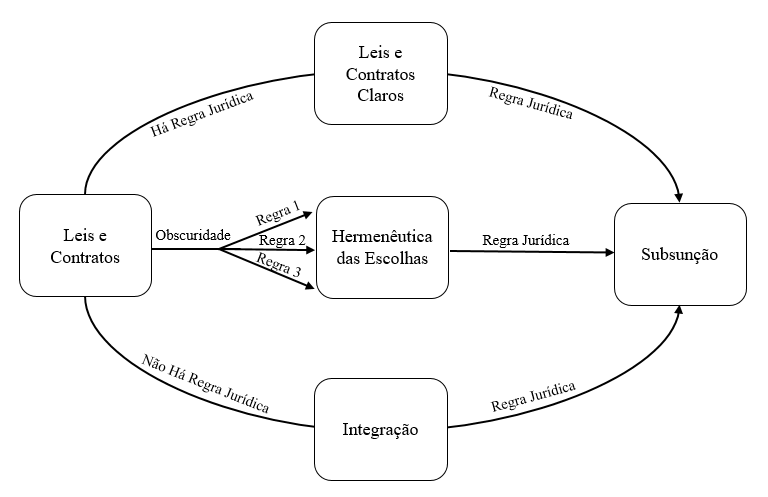
As três figuras centrais representam o eixo da atividade judicante em um Estado Democrático de direito em que o non liquet é vedado (art. 140 do CPC).

### Regra jurídica clara
Na ausência de obscuridade do ordenamento jurídico, no exercício do serviço público adjudicatório, o único papel que resta ao juiz é aplicar a lei, ser seu servo. O magistrado protege o Estado Democrático de Direito e se submete ao princípio da legalidade aplicando a regra jurídica preexistente, independente de sua opinião. 

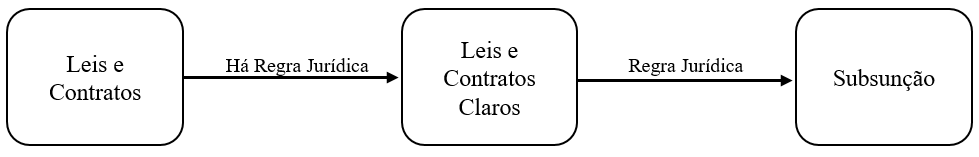
Leis e contratos claros contribuem para o aumento do capital jurídico e da segurança jurídica.

### Hermenêutica das escolhas
Caso o texto legal comporte mais de uma interpretação, o próximo passo é identificar todas as interpretações possíveis de acordo com o vernáculo (interpretação gramatical ou literal). Uma vez identificadas todas as interpretações, possíveis, deve-se analisá-las para aferir se é possível extrair uma única regra jurídica delas. Caso positivo, então, é essa regra que deverá ser aplicada. Mas, se o resultado dessa etapa for mais de uma regra jurídica viável, então, caberá ao julgador escolher uma delas. 

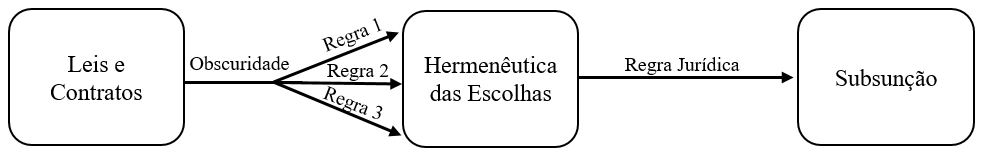
Na mesma estrutura simplificada usada para descrever o exercício de subsunção na presença de regras jurídicas claras, pode-se resumir o exercício hermenêutico.

 Como o juiz é obrigado a julgar, terá de escolher uma das regras jurídicas compatíveis com o texto legal e aplicar a regra escolhida ao caso concreto, ou seja, o juiz fará uma escolha legislativa ou, por assim dizer, política pública. O resultado natural da hermenêutica das escolhas é a única regra jurídica, que, por sua vez, será aplicada ao caso concreto, resolvendo-o eliminando a obscuridade.

### Integração
Contudo, quando há ausência de uma lei que, regule a controvérsia trazida a juízo (omissão legal), a própria legislação autoriza que, o juiz invente uma regra jurídica para resolver o caso, por meio da: analogia, costume ou princípios gerais de direito, conforme dispõe o artigo 4º da Lei de Introdução às Normas do Direito Brasileiro (LINDB). Aqui a discricionariedade judicial é mais ampla que na hermenêutica das escolhas (interpretação restrita ao texto da norma), estando limitada apenas pelas demais regras do ordenamento jurídico.

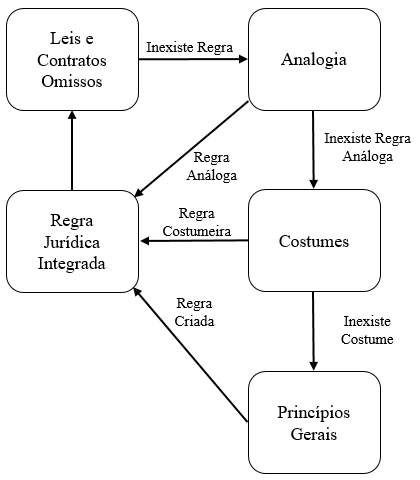
Estrutura analítica da integração (analogia, costume e princípios gerais do direito).

A cada decisão uma única regra jurídica é escolhida, seja por integração ou hermenêutica das escolhas e, se o Judiciário passar a segui-la nos casos futuros (uniformização da jurisprudência), o próprio ordenamento jurídico irá, gradualmente, resolvendo os problemas de obscuridade e de omissão do seu sistema. Assim como, estará contribuindo para criação e manutenção do capital jurídico, conforme explica o ciclo da litigância.